# Мурвил (Мисисипи)
Мурвил (енгл. Mooreville) насељено је место без административног статуса у америчкој савезној држави Мисисипи.

## Демографија
По попису из 2010. године број становника је 650.
| Група             | 2000.    | 2010.       |
| Белци             | 0 (0,0%) | 605 (93,1%) |
| Афроамериканци    | 0 (0,0%) | 16 (2,5%)   |
| Азијати           | 0 (0,0%) | 1 (0,2%)    |
| Хиспаноамериканци | 0 (0,0%) | 23 (3,5%)   |
| Укупно            | 0        | 650         |